# Neurotrofina-3
La neurotrofina-3 (NT-3) è un fattore neurotrofico o "neurotrofina", dunque una delle proteine che promuovono la sopravvivenza e rigenerazione dei neuroni.
I fattori neurotrofici, in base agli studi sugli animali, hanno la capacità di attraversare la barriera emato-encefalica, cioè l'insieme di anticorpi che fanno da guardia al cervello.

## Presentazione
La neurotrofina-3 e la neurotrofina-4/5 sono state scoperte dopo l'NGF e il BDNF. La neurotrofina-4/5, che si affianca alla neurotrofina-3, viene indicata in due modi diversi in base alla sua origine umana o animale. Le NT promuovono la sopravvivenza dei neuroni sensoriali nel ganglio basale dorsale dei ratti e promuovono la proliferazione dei neuroni sensoriali (Memberg e Hall, 1995). Promuovono anche la sopravvivenza dei neuroni motori del pollo (Becker et al., 1998). Le NT si legano al recettore p75 in modo blando; di contro, sia il NGF, BDNF e le TN si legano con più forza al recettore tirosina chinasi (tyrosine kinase). La NT-3 si lega preferibilmente al recettore TrkC, ma può anche attivare i recettori TrkA e TrkB. La NT-4/5 invece si lega preferibilmente al recettore TrkB (Berkemeier et al., 1991; Klein et al., 1992; Reichardt, 2006).
Durante lo sviluppo della corteccia cerebrale, la NT-3 aumenta l'incorporazione di un marcatore particolare, la BrdU (bromo-deossiridina) in fase di proliferazione delle cellule e la differenziazione di neuroni nella formazione laminare del cervello attraverso il percorso MAPK (Ohtsuka et al., 2013). Inoltre, la NT-3 ha un ruolo nello sviluppo neuronale embrionico, in base alle osservazioni sui ratti. La NT-3 facilita inoltre la sopravvivenza e la differenziazione neuronale delle cellule staminali nel midollo osseo. Un'espressione molto alta (sovraespressione) di NT-3 ottenuta tramite vettore virale, in base a un esperimento su cellule coltivate in vitro, mostra un miglioramento della sopravvivenza, proliferazione e differenziazione delle cellule staminali neurali (Lu et al., 2011; Tang et al., 2014; Zhu et al., 2012) e un miglioramento dei danni al midollo spinale negli animali (Elliott Donaghue et al., 2015). La sovraespressione della NT-3 inoltre aumenta la sopravvivenza e differenziazione delle cellule staminali nel midollo osseo in neuroni (Dong et al., 2014; Gong et al., 2015; Tang et al., 2014). La NT-3 inoltre promuove la rigenerazione sinaptica nei nervi cocleari terminali e nelle cellule ciliate interne a seguito di danni acustici (Wan et al., 2014).
Nei topi knockout in cui il gene che esprime la NT-3 è soppresso, si registra un numero minore di neuroni simpatetici e sensoriali periferici (Ernfors et al., 1994b; Foc et al., 2013; Gacek e Khetarpal, 1998) e un aumento dell'apoptosi dei neuroni motori (Usui et al., 2012; Woolley et al., 2005), cioè della loro morte programmata.
Le mutazioni della NT-3 portano a una riduzione del numero dei neuroni sensoriali muscolari (Tessarollo et al., 1994) e meno plessi neuronali mioenterici e sottomucosi nel sistema nervoso enterico (Chalazonitis, 2004).